# 张冬云 (1964年)
张冬云（1964年11月—），安徽含山人，汉族，1987年6月加入中国共产党。华东政法学院法律系法学、犯罪学专业毕业，研究生学历，法学硕士。中华人民共和国政治人物、第十三届全国人民代表大会安徽地区代表。
2013年7月任中共宿州市委副书记，2014年9月任安徽省委政法委副书记、防范办主任。2016年9月任中共宣城市委副书记、市长，2018年2月24日，当选为第十三届全国人大代表。2019年8月任安徽省人民政府副秘书长，2020年7月接任安徽省民政厅厅长。